# Ringgleis

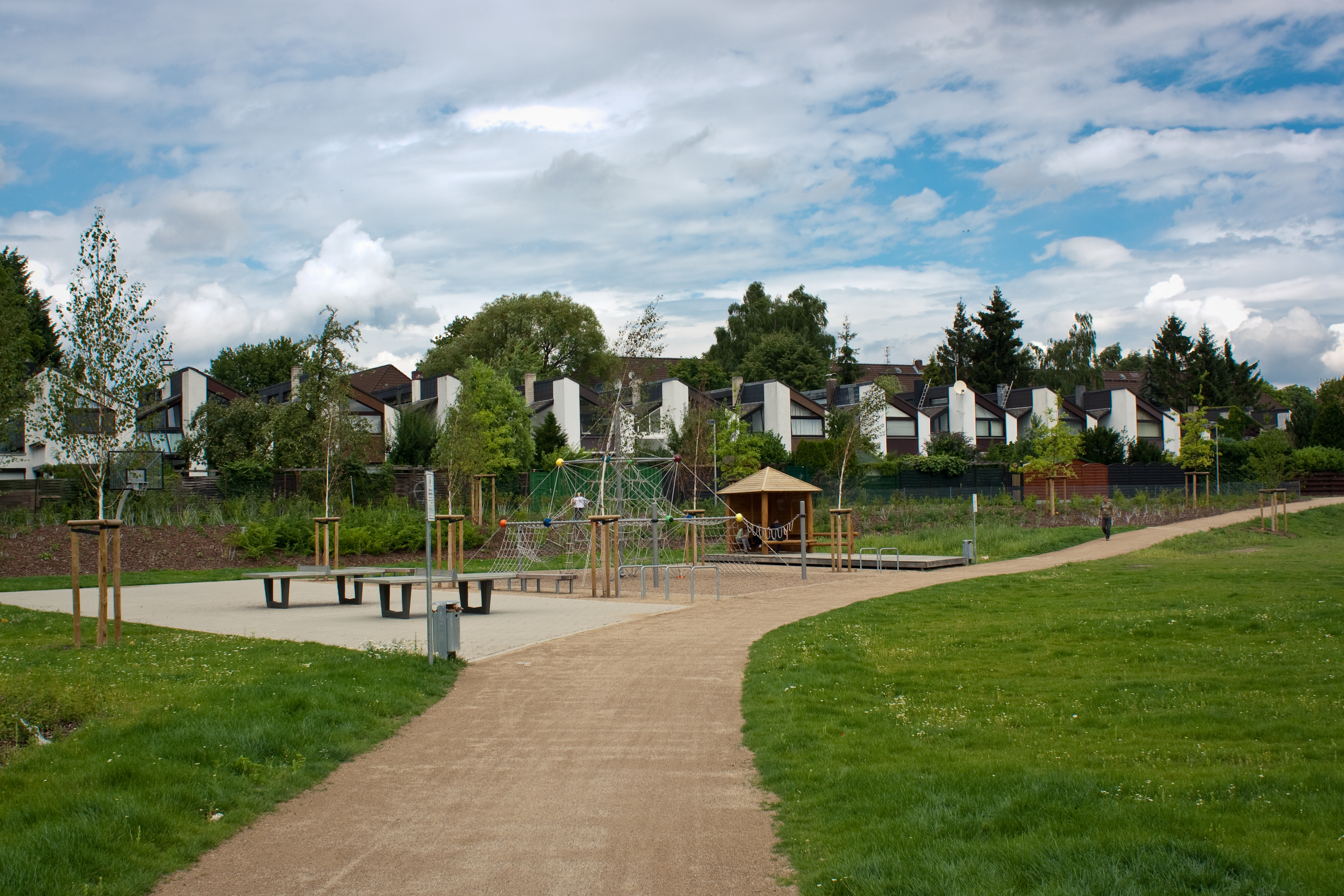
Ringgleis im Bereich Ernst-Amme-Straße

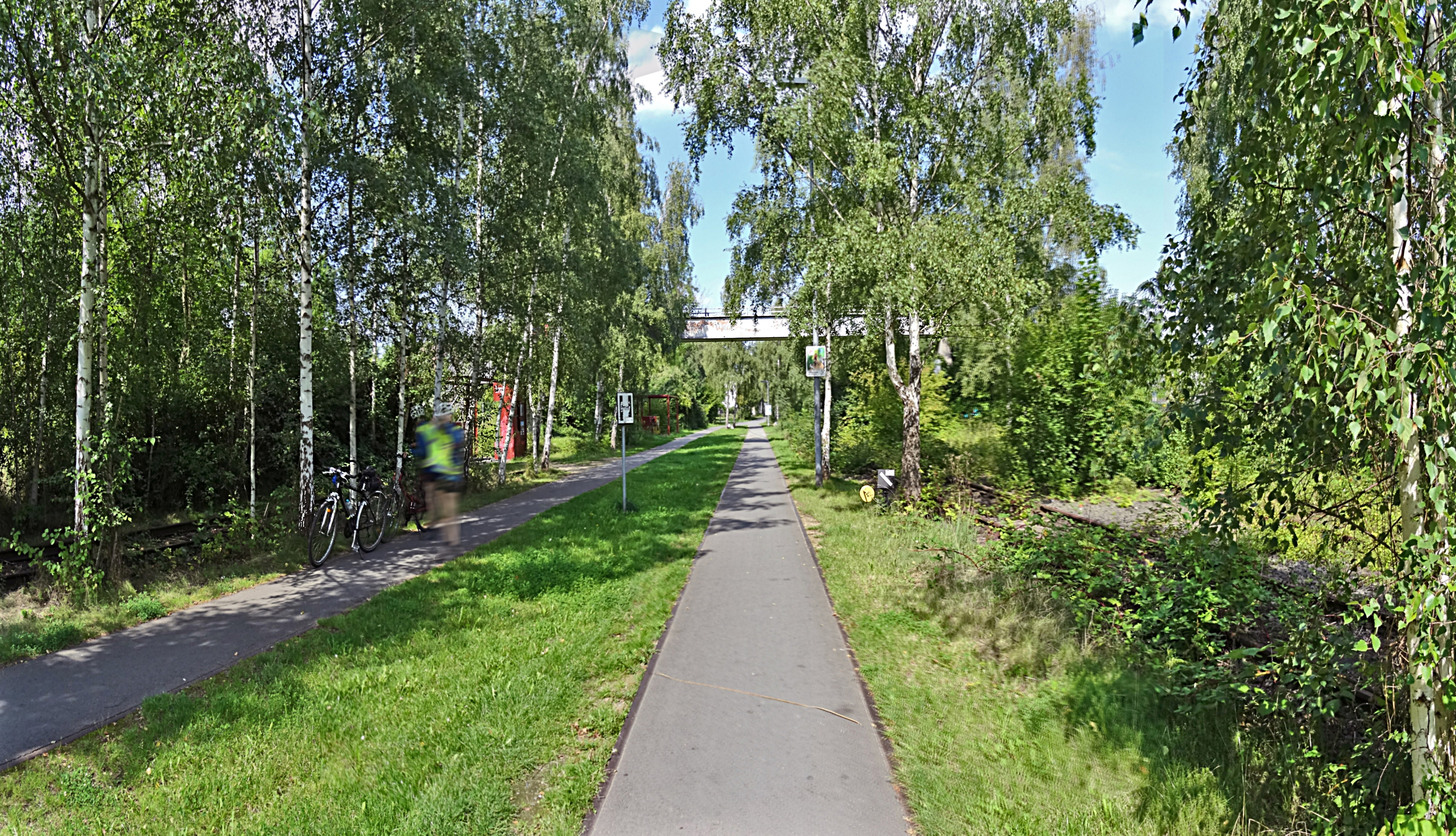
Rad- und Wanderweg auf den alten Gleisen am Westbahnhof

Das Ringgleis ist ein Geh- und Radweg, der auf einer Länge von 22,5 km um das Braunschweiger Stadtzentrum führt. Größtenteils verläuft der Weg neben bestehenden und auf stillgelegten Bahntrassen. Er führt durch Wohn- und Gewerbegebiete sowie Grünflächen und vernetzt Park- und Grünanlagen.
Der erste Abschnitt der im Westlichen Ringgebiet verlaufenden Trasse wurde 2003 im Bereich des Westbahnhofs eingeweiht und zunächst als „Westliches Ringgleis“ bezeichnet. Bei der ursprünglichen Idee ging es um eine Revitalisierung der Brachflächen auf den stillgelegten Abschnitten der Bahnstrecke Braunschweig Nord–Lichtenberg im Stadtgebiet, später wurde das Konzept auch um die noch aktiven Strecken ausgedehnt, um dort angrenzend einen Geh- und Radweg zu schaffen. Seit Dezember 2019 umschließt der Ringgleisweg als Freizeitweg das Stadtzentrum. Die Wegstücke, die derzeit nicht an der Bahntrasse entlangführen, werden als „vorläufig“ angesehen und sollen an die Trasse verlegt werden.
Der südliche Teil des Ringgleises ab dem Westbahnhof ist zugleich Teil des Projekts Braunschweiger ZeitSchiene.

## Geschichte

### Ringbahn
Das westliche Ringgleis war Teil der Bahnstrecke vom Bahnhof Braunschweig Nord zum Bahnhof Derneburg (Hannover) mit der Streckennummer 1903, die Ende des 19. Jahrhunderts von der Braunschweigischen Landes-Eisenbahn-Gesellschaft errichtet wurde. Sie bildete zusammen mit anderen Strecken in diesem Bereich eine annähernd ringförmige Bahnanlage mit mehreren Stationen wie dem südlichen Hauptbahnhof, Ostbahnhof, Nordbahnhof und Westbahnhof. Der westliche Streckenkörper diente dem Güterverkehr, der am Westbahnhof einen bedeutenden Umschlagpunkt erhielt und erst in den 1980er Jahren stillgelegt wurde. Der im Norden früher durch eine Brücke daran anschließende Abschnitt wird weiter zur Versorgung des Heizkraftwerks Mitte genutzt und aus den östlichen Bahnstrecken angefahren.

### Engagement für die Umnutzung
Bereits 1995 initiierte der Verein Braunschweiger Forum eine Diskussion um die mögliche öffentliche Nutzung der Bahntrasse als Alternative zu einer Veräußerung an Privatanleger. In den folgenden Jahren wurden die politischen Gremien und die Öffentlichkeit für die Nutzung als Geh- und Radweg interessiert und zahlreiche Aktionen rund um das Ringgleis veranstaltet. Im Jahr 2001 wurde durch die Einbindung des Ringgleises seitens der Stadt Braunschweig in das Programm „Soziale Stadt“ ein Konzept entwickelt und mit der Ausführungsplanung begonnen.

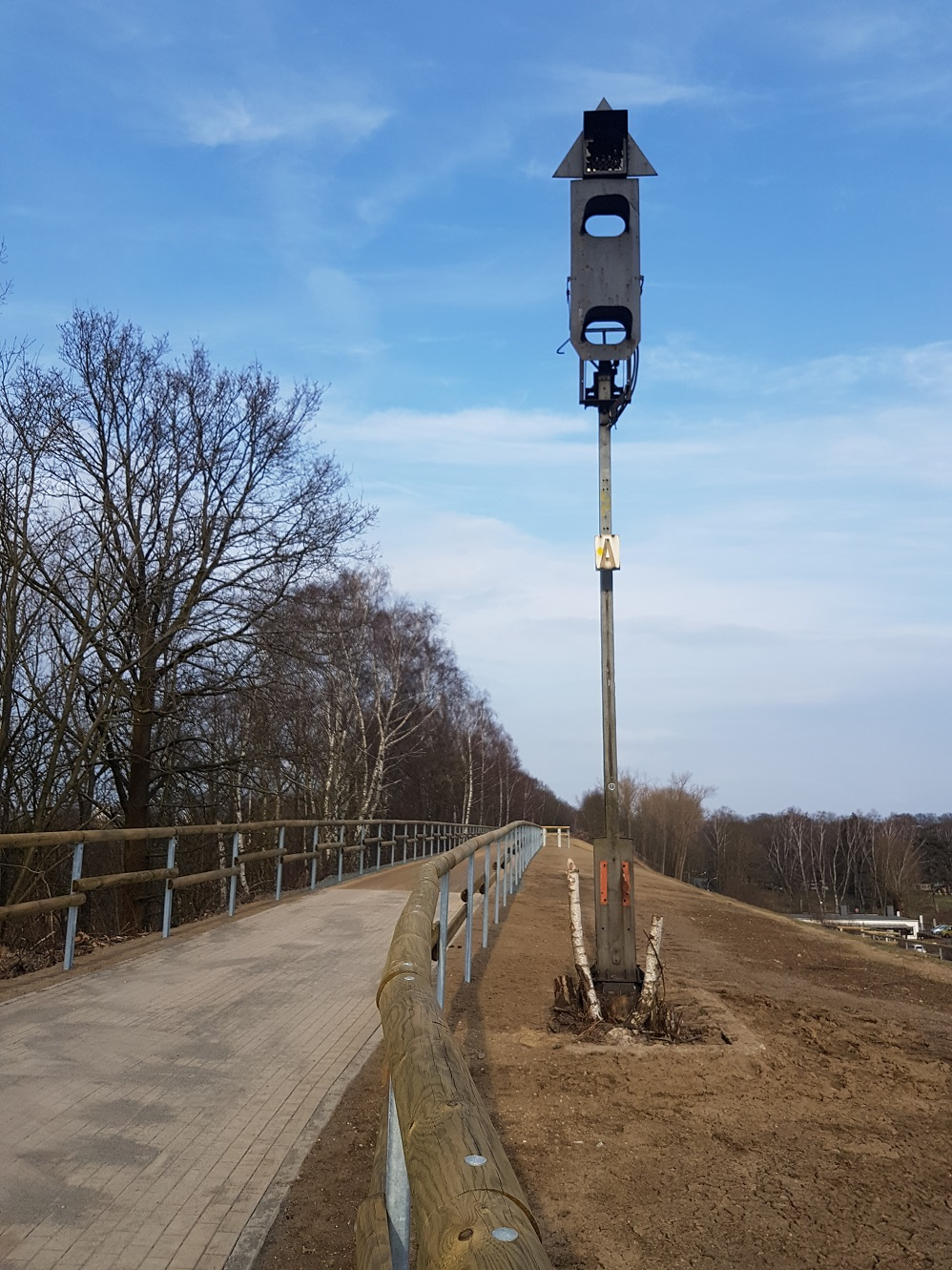
Südlicher Abschnitt des Ringgleises am Kennel

Im Mai 2011 veröffentlichte die Stadtverwaltung einen Masterplan für das Ringgleis. Dabei wurde das komplette Ringgleis in die Überlegungen zum Bau eines Geh- und Radwegs um die gesamte Innenstadt einbezogen. Im neuen Konzept wird den einzelnen Abschnitten des Ringgleises jeweils ein Motto zugewiesen: Das westliche Ringgleis wird zum Sozialgleis, das südliche zum Bahngleis, das östliche zum Parkgleis und das nördliche Ringgleis zum Gleis durch Technik und Natur. Der fertige Weg soll eine Strecke von rund 19 Kilometern umfassen.

### Westliches Ringgleis und Umbau Westbahnhof

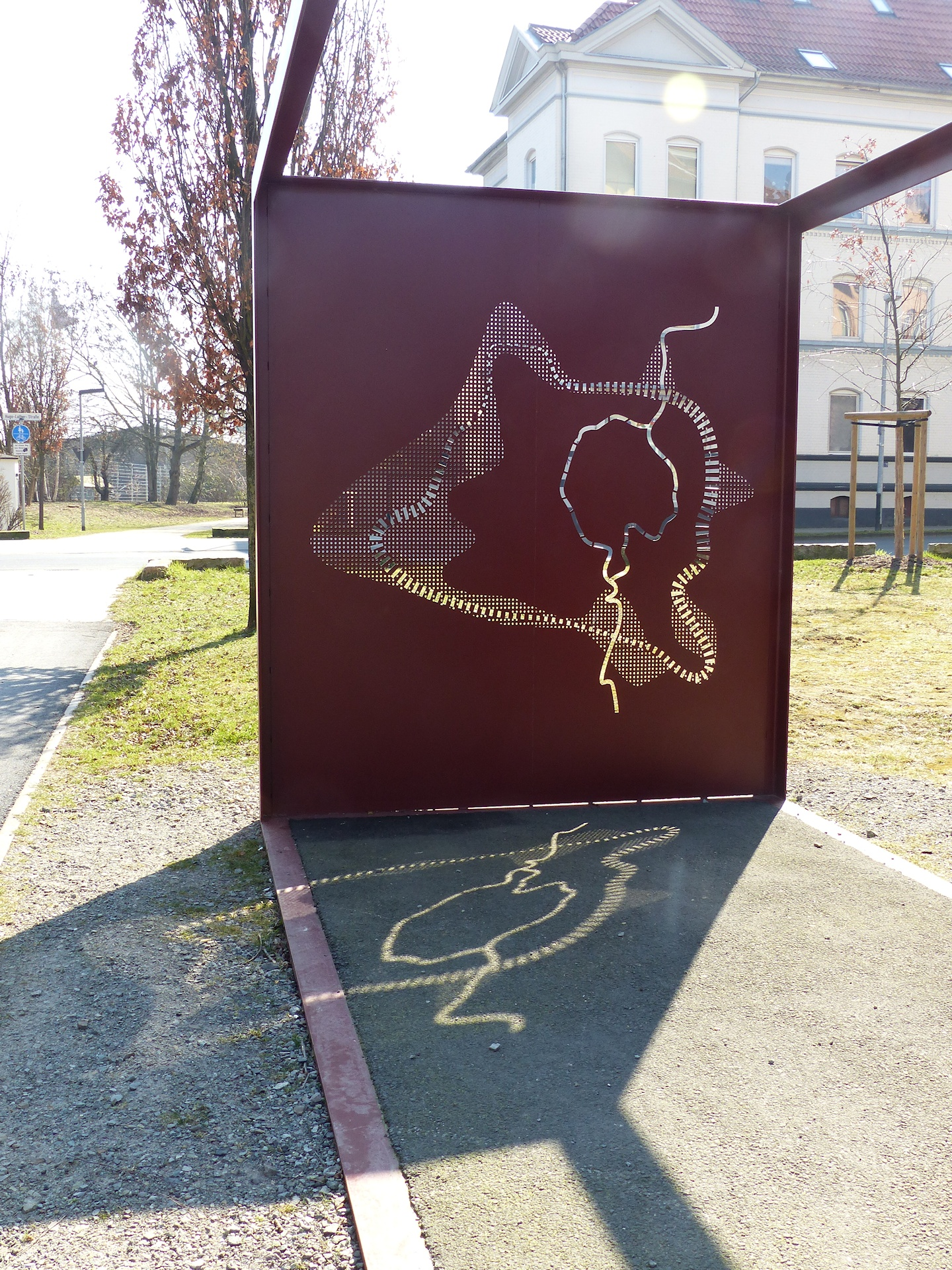
Der geplante Endausbau des Ringgleises in einem Container am Westbahnhof.

2000 kaufte die Stadt Braunschweig die ersten Abschnitte von der Deutschen Bahn. 2003 wurde der erste, vier Kilometer lange Abschnitt im Westlichen Ringgebiet nördlich des ehemaligen Westbahnhofs fertiggestellt. Auf dessen Areal begannen die Räumungsarbeiten des Grünwildwuchses 2006.
Im April 2007 wurde der Abschnitt zwischen der Broitzemer Straße und der Hugo-Luther-Straße der Öffentlichkeit übergeben. Beim Ausbau des Abschnitts Hugo-Luther-Straße-Arndtstraße wurden zwei Einmannbunker entdeckt, die zukünftig Teil der ZeitSchiene werden.
Mit der Enthüllung des ersten Dekadensteins am 13. April 2008 am Westbahnhof wurde die Braunschweiger ZeitSchiene eröffnet.
Als Nächstes wurde der Teilabschnitt zwischen Celler Straße und Ernst-Amme-Straße fertiggestellt und somit die Lücke bis zur Oker geschlossen.
Im Herbst 2009 wurde am südlichen Ende des Ringgleises der Teilabschnitt von der Arndtstraße zum Harzstieg in der Gartenstadt fertiggestellt und zum Befahren und Begehen freigegeben.
Bis 2011 erfolgte der Ausbau von der Oker im Norden gegenüber dem Heizkraftwerk Braunschweig-Mitte bis zum Messegelände Harz + Heide im Süden.
In weiteren Bauabschnitten wurden eine neue Brücke über die A 391 und 2016 die Okerquerung am Heizkraftwerk errichtet.
2017 erhielt der bereits asphaltierte Teil des westlichen Ringgleises zwischen Triftweg und Kälberwiese eine gelbe Beschichtung. Dadurch soll sich das Ringgleis deutlich von den Kfz-Straßen abgrenzen. Auf dem Gelände des Westbahnhofs wurde zeitgleich eine historische Drehscheibe eingebaut, die sich vorher in der Nähe an einem Industriegebäude befand. Dieses musste für den Bau des Soziokulturellen Zentrums abgebaut werden. Die Drehscheibe ist die einzige ihrer Bauart, die noch in Braunschweig erhalten ist.

### Südliche Verlängerung

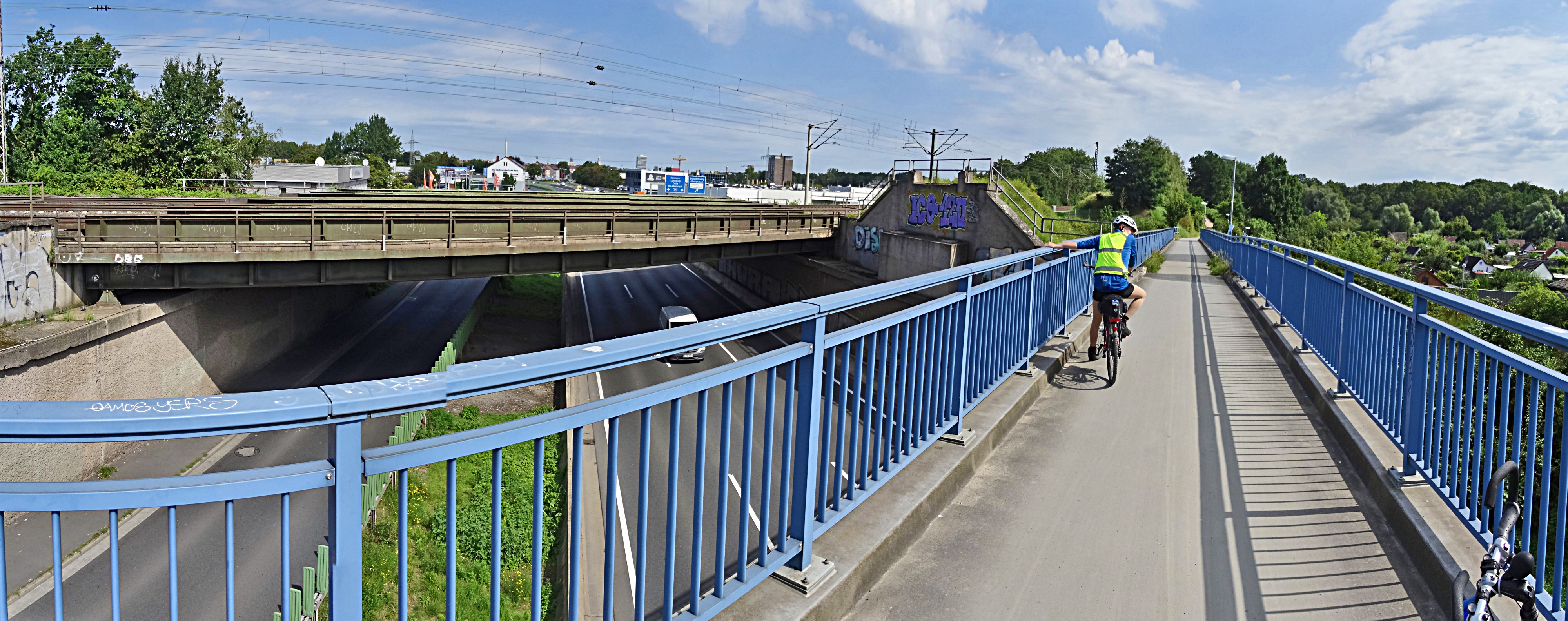
Ringgleis-Brücke über die A 391 und die Alte Frankfurter Straße

Ab dem Frühjahr 2010 wurde die südliche Verlängerung bis über die A 391 erstellt. Am 17. April 2010 wurde die dortige alte Bahnbrücke bis auf die Widerlager entfernt. Die neue Fußgänger- und Fahrradbrücke wurde in zwei Teilstücken angeliefert und Weihnachten 2010 mit einem Kran über die A 391 gelegt. Ende März 2011 wurde die Brücke freigegeben. Im Sommer 2011 wurde auf der Ostseite der A 391 der Anschluss an den Südsee und die Otto-von-Guericke-Straße fertiggestellt. Die Herstellung einer neuen Rampe zwischen Frankfurter Straße und Bahndamm sowie der Lückenschluss zum Harzstieg waren die letzten Arbeiten in diesem Bereich und wurden im Februar 2012 abgeschlossen.
Im Herbst 2017 wurde der Bau der Verlängerung vom bisherigen Endpunkt direkt östlich der A 391 bis zur Echobrücke einschließlich einer Verbindungsrampe zum Kennelweg begonnen und am 21. Februar 2018 eröffnet.

### Nördliche Trasse und Okerquerung

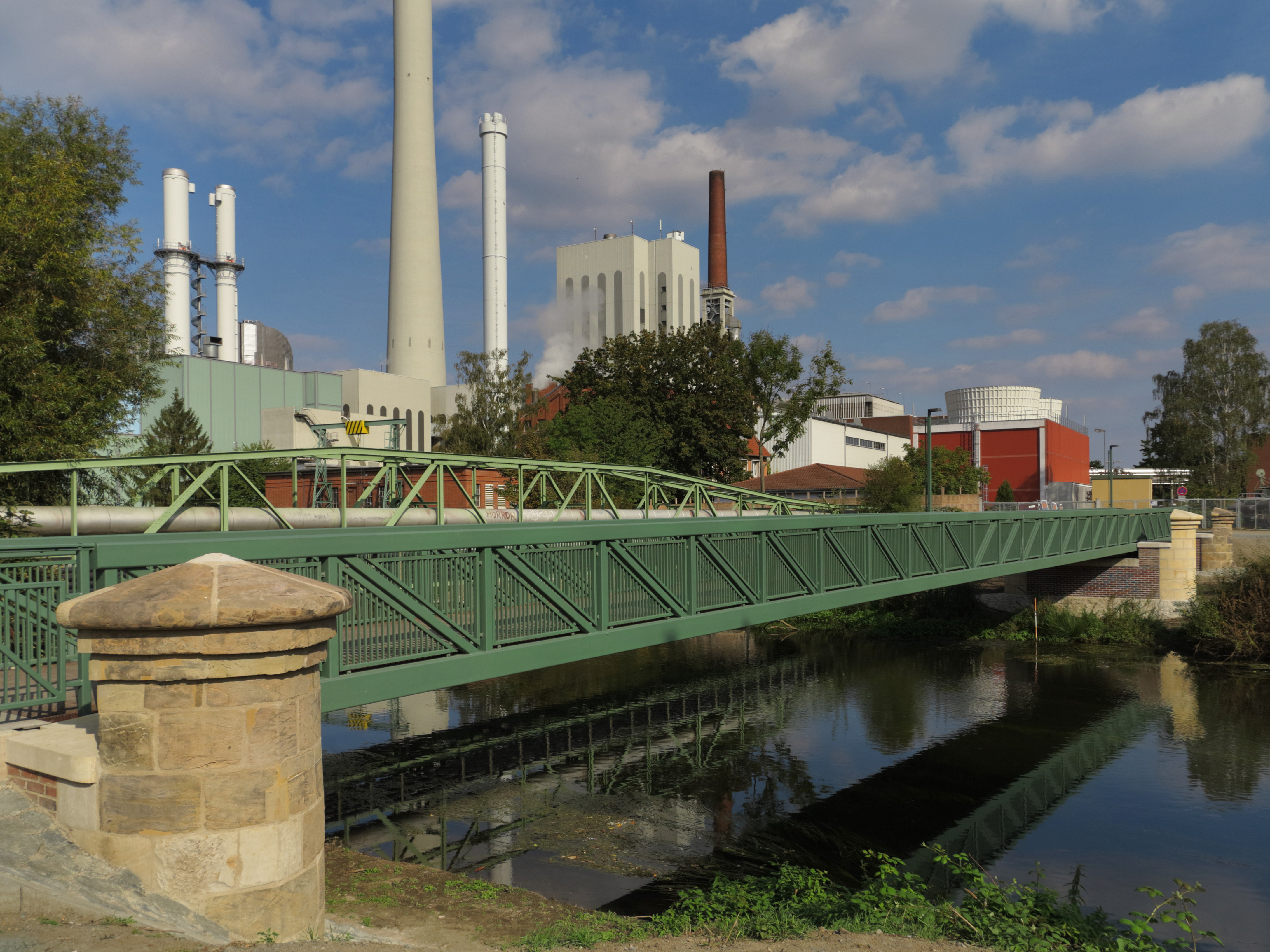
Brückenschlag über die Oker beim Heizkraftwerk 2016

Für den geplanten Ausbau des Ringgleises im nördlichen Teil bis zum Mittelweg erfolgte 2016 der entscheidende Brückenschlag über die Oker. Die 1995 zurückgebaute Eisenbahnbrücke beim Heizkraftwerk Mitte wurde durch eine neue Stahlfachwerkbrücke ersetzt und diese am 19. September 2016 offiziell dem Verkehr übergeben.
Im November 2017 wurde der Abschnitt zwischen Mittelweg und Luftschifferweg freigegeben. Dieser verläuft am Nordbahnhof und durch den Nordpark. Der Parkabschnitt trägt den Namen Ballonwiese.
Anfang 2018 wurde der Abschnitt zwischen dem Heizkraftwerk Mitte und der Hauptfeuerwache bzw. dem Kleingartenverein Hasenwinkel bis zur Hamburger Straße und der folgende Abschnitt auf dem ehemaligen Gelände des Pressehauses zwischen Hamburger Straße und Mittelweg der Öffentlichkeit übergeben.
Ende 2018 wurde der Abschnitt Luftschifferweg–Bienroder Weg freigegeben.

### Provisorische Fertigstellung
Seit Dezember 2019 führt der Ringgleisweg auf einer Länge von 22,5 Kilometern um die gesamte Innenstadt. Teile der weitläufigen Strecke sind provisorisch, hauptsächlich im Süden und im Südosten führt sie nicht direkt am Ringgleis entlang. Langfristig soll der Weg an die ursprüngliche Bahntrasse gelegt werden.
In weiteren Schritten sollen Abschnitte des Ringgleises asphaltiert werden.

## Geplante Erweiterungen
Im südöstlichen Abschnitt des Ringgleises wird eine Verbindung von der Georg-Westermann-Allee bis zum Hauptbahnhof diskutiert. Diese soll nach Vorschlägen des Braunschweiger Forums das ehemalige Postgleis nutzen.